# Mexikanischer Blattpfeffer

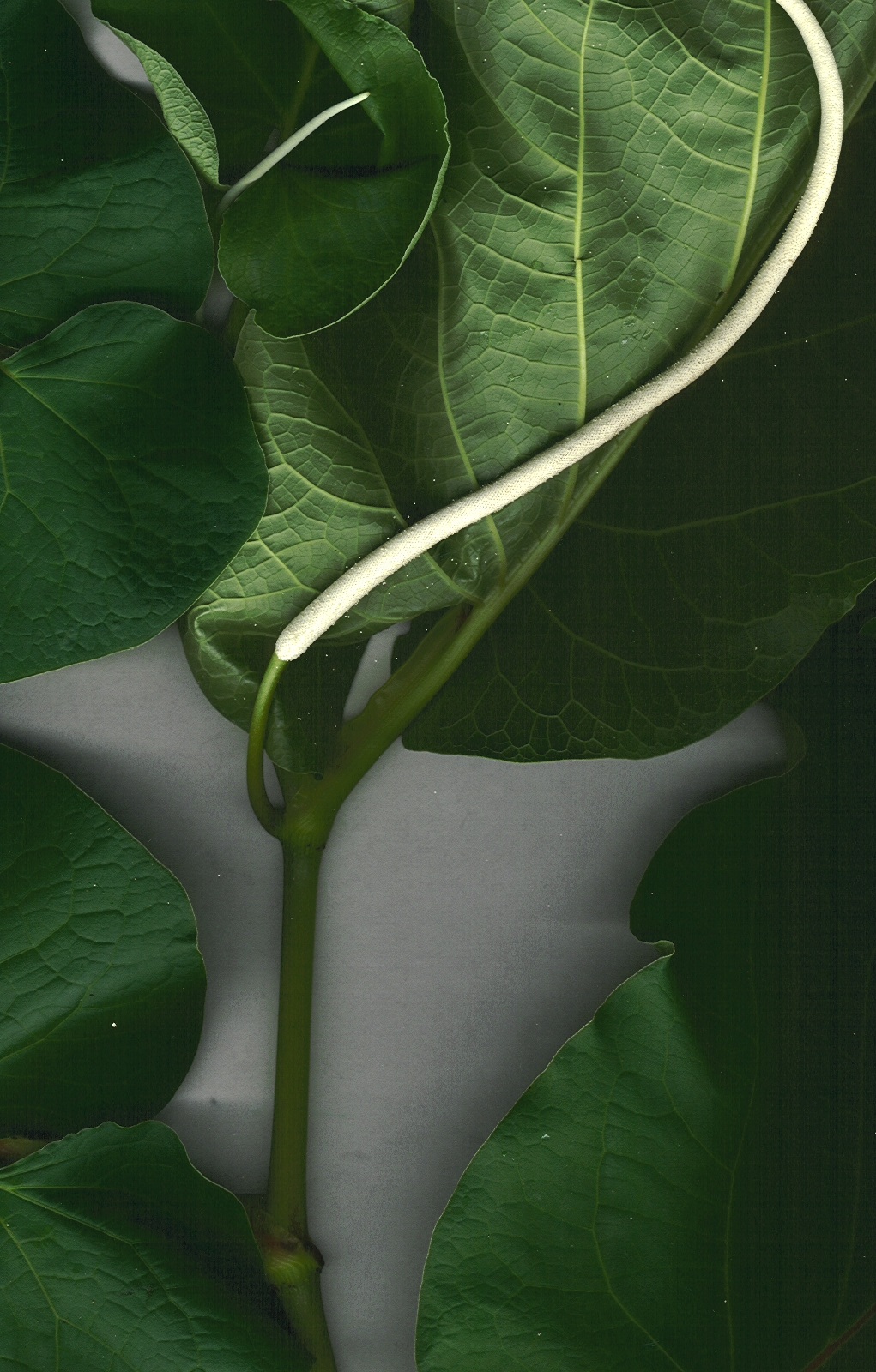
Blütenstand

Der Mexikanische Blattpfeffer (Piper auritum), auch  Makulan (Maya-Sprache) oder Ohrenpfeffer, ist eine Pflanze aus der Familie der Pfeffergewächse (Piperaceae) mit großen, wohlriechenden Blättern.

## Beschreibung
Der Mexikanische Blattpfeffer ist ein schnellwüchsiger, bis über 3 Meter hoher Strauch oder bis über 5 Meter hoher Baum mit ca. 20–30 cm großen, herzförmigen und gestielten Laubblättern, die vor allem unterseits kurz samtig behaart sind. Die wechselständigen, leicht ledrigen, dünnen, bewimperten Blätter sind ganzrandig, spitz oder bespitzt und an der Basis öfters einseitig länger. Die Blattstiele sind im unteren Teil scheidig-geflügelt.
Die winzigen, zwittrigen und sitzenden Blüten ohne Blütenhülle mit behaarten, cremeweißen Deckblättern stehen dichtgedrängt in blattgegenständigen, 15–25 cm langen, aufwärtsgerichteten, schlanken Ähren. Es sind meist 4 kurze Staubblätter und ein oberständiger Fruchtknoten mit 3 kurzen Griffeln vorhanden. Die Pflanze vermehrt sich vorwiegend durch Ableger.

## Vorkommen
Die Pflanze ist im tropischen Mittelamerika heimisch. Sie kommt ursprünglich vor im südlichen Mexiko, in Guatemala, El Salvador, Honduras, Belize, Nicaragua, Costa Rica, Panama und Kolumbien. Auf Kuba und vielleicht auch auf Jamaika ist sie ein Neophyt.

## Aroma und Inhaltsstoffe
Die frischen Pfeffer verströmen ein würziges Anisaroma, das auf das Phenylpropanoid Safrol zurückzuführen ist. Die Giftigkeit des Safrols macht den Einsatz dieses exotischen Gewürzes gesundheitlich bedenklich.

## Verwendung
Die Pfefferblätter sind ein altes mesoamerikanisches Heil- und Gewürzkraut. Sie wurden in Form von Räucherwerk auch zu aztekischen Riten verwendet, wovon sich der heutige mexikanische Name hoja santa (heiliges Blatt) herleitet.
In der mexikanischen Volksmedizin dienen die Blätter äußerlich zur Wundbehandlung, innerlich als Mittel gegen Fieber und Durchfall.
In der mexikanischen Küche, besonders in Südmexiko, werden häufig Fleischstücke oder gefüllte Maismehlklöße (tamales) in die Blätter eingewickelt und geschmort bzw. gedämpft. Dabei geben die Blätter ihr Aroma an das Gargut ab. In Oaxaca bereitet man auch Soßen aus pürierten Pfefferblättern zu (mole verde).
Auch die Stängel können verwendet werden. Die Blätter können als Fischköder genutzt werden.